# Curitiba Challenger 2024 - Doppio
Il doppio del torneo di tennis professionistico Curitiba Challenger 2024, facente parte della categoria Challenger 100 nell'ambito dell'ATP Challenger Tour 2024, si è giocato dal 21 al 27 ottobre a Curitiba, in Brasile. Guido Andreozzi e Ignacio Carou erano i detentori del titolo ma solo Carou aveva scelto di partecipare in coppia con Román Andrés Burruchaga.
In finale Fernando Romboli e Matías Soto hanno sconfitto Karol Drzewiecki e Piotr Matuszewski con il punteggio di 7–6(5), 7–6(4).

## Teste di serie
1. Karol Drzewiecki /  Piotr Matuszewski (finale)
2. Boris Arias /  Federico Zeballos (semifinale)

1. Fernando Romboli /  Matías Soto (campioni)
2. Mateus Alves /  Orlando Luz (quarti di finale)

## Wildcard
1. José Pereira /  Gabriel Roveri Sidney (primo turno)

1. Breno Braga /  Victor Braga (primo turno)

## Ranking protetto
1. Arklon Huertas del Pino /  Conner Huertas del Pino (quarti di finale)

## Alternate
1. Matheus Pucinelli de Almeida /  Pedro Sakamoto (primo turno)

## Tabellone

### Legenda
| - Q = Qualificato - WC = Wild card - LL = Lucky loser | - ALT = Alternate - SE = Special Exempt - PR = Protected Ranking | - w/o = Walkover - r = Ritirato - d = Squalificato |

|  | Primo turno | Primo turno                           | Primo turno                           | Primo turno | Primo turno |  |  | Quarti di finale | Quarti di finale                      | Quarti di finale                      | Quarti di finale           | Quarti di finale           |    |   | Semifinali | Semifinali                         | Semifinali                         | Semifinali                   | Semifinali                   |   |   | Finale | Finale | Finale | Finale | Finale |  |
|  |             |                                       |                                       |             |             |  |  |                  |                                       |                                       |                            |                            |    |   |            |                                    |                                    |                              |                              |   |   |        |        |        |        |        |  |
|  | 1           | K Drzewiecki P Matuszewski            | 6                                     | 63          | [11]        |  |  |                  |                                       |                                       |                            |                            |    |   |            |                                    |                                    |                              |                              |   |   |        |        |        |        |        |  |
|  |             | L Britto JL Reis da Silva             | 2                                     | 7           | [9]         |  |  | 1                | K Drzewiecki P Matuszewski            | K Drzewiecki P Matuszewski            | 6                          | 6                          |    |   |            |                                    |                                    |                              |                              |   |   |        |        |        |        |        |  |
|  |             | PA Saraiva dos Santos G Villanueva    | PA Saraiva dos Santos G Villanueva    | 6           | 6           |  |  |                  | PA Saraiva dos Santos G Villanueva    | PA Saraiva dos Santos G Villanueva    | 3                          | 3                          |    |   |            |                                    |                                    |                              |                              |   |   |        |        |        |        |        |  |
|  | WC          | J Pereira G Roveri Sidney             | J Pereira G Roveri Sidney             | 2           | 3           |  |  |                  |                                       |                                       |                            |                            |    |   | 1          | K Drzewiecki P Matuszewski         | K Drzewiecki P Matuszewski         | 711                          | 6                            |   |   |        |        |        |        |        |  |
|  | 4           | M Alves O Luz                         | M Alves O Luz                         | 6           | 6           |  |  |                  |                                       |                                       | F Meligeni Alves M Zormann | F Meligeni Alves M Zormann | 69 | 1 |            |                                    |                                    |                              |                              |   |   |        |        |        |        |        |  |
|  |             | S Rodríguez Taverna T Whiting         | S Rodríguez Taverna T Whiting         | 3           | 4           |  |  | 4                | M Alves O Luz                         | 4                                     | 7                          | [6]                        |    |   |            |                                    |                                    |                              |                              |   |   |        |        |        |        |        |  |
|  |             | S Duncan H Reese                      | S Duncan H Reese                      | 3           | 3           |  |  |                  | F Meligeni Alves M Zormann            | 6                                     | 5                          | [10]                       |    |   |            |                                    |                                    |                              |                              |   |   |        |        |        |        |        |  |
|  |             | F Meligeni Alves M Zormann            | F Meligeni Alves M Zormann            | 6           | 6           |  |  |                  |                                       |                                       |                            |                            |    |   | 1          | Karol Drzewiecki Piotr Matuszewski | Karol Drzewiecki Piotr Matuszewski | 65                           | 64                           |   |   |        |        |        |        |        |  |
|  |             | LD Martínez F Mena                    | LD Martínez F Mena                    | 6           | 6           |  |  |                  |                                       |                                       |                            |                            |    |   |            |                                    | 3                                  | Fernando Romboli Matías Soto | Fernando Romboli Matías Soto | 7 | 7 |        |        |        |        |        |  |
|  | Alt         | M Pucinelli de Almeida P Sakamoto     | M Pucinelli de Almeida P Sakamoto     | 3           | 3           |  |  |                  | LD Martínez F Mena                    | LD Martínez F Mena                    | 3                          | 1                          |    |   |            |                                    |                                    |                              |                              |   |   |        |        |        |        |        |  |
|  | WC          | B Braga V Braga                       | B Braga V Braga                       | 3           | 0           |  |  | 3                | F Romboli M Soto                      | F Romboli M Soto                      | 6                          | 6                          |    |   |            |                                    |                                    |                              |                              |   |   |        |        |        |        |        |  |
|  | 3           | F Romboli M Soto                      | F Romboli M Soto                      | 6           | 6           |  |  |                  |                                       |                                       |                            |                            |    |   | 3          | F Romboli M Soto                   | F Romboli M Soto                   | 6                            | 6                            |   |   |        |        |        |        |        |  |
|  | PR          | A Huertas del Pino C Huertas del Pino | A Huertas del Pino C Huertas del Pino | 7           | 7           |  |  |                  |                                       | 2                                     | B Arias F Zeballos         | B Arias F Zeballos         | 2  | 2 |            |                                    |                                    |                              |                              |   |   |        |        |        |        |        |  |
|  |             | RA Burruchaga I Carou                 | RA Burruchaga I Carou                 | 63          | 64          |  |  | PR               | A Huertas del Pino C Huertas del Pino | A Huertas del Pino C Huertas del Pino | 5                          | 4                          |    |   |            |                                    |                                    |                              |                              |   |   |        |        |        |        |        |  |
|  |             | V Aboian F Roncadelli                 | V Aboian F Roncadelli                 | 63          | 3           |  |  | 2                | B Arias F Zeballos                    | B Arias F Zeballos                    | 7                          | 6                          |    |   |            |                                    |                                    |                              |                              |   |   |        |        |        |        |        |  |
|  | 2           | B Arias F Zeballos                    | B Arias F Zeballos                    | 7           | 6           |  |  |                  |                                       |                                       |                            |                            |    |   |            |                                    |                                    |                              |                              |   |   |        |        |        |        |        |  |